# DataAdapter
No ADO.NET, a função DataAdapter trabalha como ponte entre dados desconexos(DataSet) e conexos. Após carregado o DataSet, será possível uma manipulação desconexa destes dados em memória.